# Dieciséis de Septiembre (Tabasco)
Dieciséis de Septiembre es una localidad del municipio de Centro ubicado en la subregión centro del estado mexicano de Tabasco.

## Geografía
La localidad de Dieciséis de Septiembre se sitúa en las coordenadas geográficas 18°00′57″N 93°02′20″O / 18.015833, -93.038889, a una elevación de 9 metros sobre el nivel del mar.

## Demografía
Según el Conteo de Población y Vivienda 2020, efectuado por el Instituto Nacional de Estadística y Geografía, la localidad de Dieciséis de Septiembre tiene 382 habitantes, de los cuales 191 son del sexo masculino y 191 del sexo femenino. Su tasa de fecundidad es de 2.46 hijos por mujer y tiene 111 viviendas particulares habitadas.
| Gráfica de evolución demográfica de Dieciséis de Septiembre entre 1995 y 2020 |
|                                                                               |
| INEGI.                                                                        |